# David Ginola
David Ginola-Ceze (Gassin, 25 januari 1967) is een Frans voormalig voetballer, die zijn profcarrière beëindigde in 2002.

## Clubcarrière
Hij was een middenvelder en een begenadigd technicus. Voordat hij de overstap maakte naar Tottenham Hotspur, speelde Ginola voor Newcastle United, alwaar hij na verloop van tijd op een zijspoor was beland. In Londen bij The Spurs liet hij zien dat hij nog steeds een basisplaats waardig was door bijna wekelijks uit te blinken. In 1999 werd hij benoemd tot Speler van het Jaar.

## Interlandcarrière
Tijdens het EK 1996 in Engeland vond de toenmalige bondscoach van Frankrijk, Aimé Jacquet, het niet nodig Ginola en Éric Cantona op te roepen en mee te nemen. Deze spelers zouden volgens Jacquet niet in zijn team passen en te egocentrisch zijn. Een andere reden van Jacquet was dat Ginola en Cantona niet in zijn teambelang zouden kunnen spelen.

## Bestuurlijke carrière
In januari 2015 stelde Ginola zich kandidaat voor het voorzitterschap van de wereldvoetbalbond FIFA.

## Erelijst
Paris Saint-Germain
- Division 1: 1993/94
- Coupe de France: 1992/93, 1994/95
- Coupe de la Ligue: 1994/95

 Tottenham Hotspur
- Football League Cup: 1998/99

 Aston Villa
- UEFA Intertoto Cup: 2001

 Frankrijk onder 21
- Tournoi Espoirs de Toulon: 1987

Individueel
- Tournoi Espoirs de Toulon – Beste Speler: 1987
- Frans Voetballer van het Jaar: 1993
- Division 1 – Speler van het Jaar: 1993/94
- Premier League Player of the Month: augustus 1995, december 1998
- FIFA XI: 1996
- PFA – Premier League Team van het Jaar: 1995/96, 1998/99
- Tottenham Hotspur – Speler van het Jaar: 1998
- PFA Players' Player of the Year: 1998/99
- FWA Footballer of the Year: 1998/99